# NGC 3165
NGC 3165 je galaksija u zviježđu Sekstantu. Galaksija je dio NGC 3169 Grupe.

## Vanjske poveznice
- SEDS: NGC 3165